# Mexicano ¡Tú puedes!
Mexicano ¡Tú puedes! es una película dramática mexicana de 1985 dirigida por José Estrada. Ingresó en el 14.° Festival Internacional de Cine de Moscú.

## Argumento
Una familia mexicana de bajos ingresos decide cambiar su estilo de vida después de ver los brillantes anuncios sobre un nuevo desarrollo inmobiliario. La familia deberá luchar contra el fraude y sus propios conflictos para comprarse un terreno y construir su propia casa.

## Reparto
| Actor                 | Personaje          |
| --------------------- | ------------------ |
| Sergio Jiménez        | Vicente            |
| Carmen Salinas        | Carmen             |
| Arturo Alegro         | Héctor             |
| Mario Casillas        | Vendedor           |
| Isabela Corona        | Doña Aurora        |
| Mario del Mar         | Maestro Guillermo  |
| Alma Delfina          | Irma               |
| Roxana Frías          | Georgina           |
| Mario García González | Maestro Martín     |
| Gloria Alicia Inclán  | Doña Chona         |
| Leonor Llausás        | Lupe la Bruja      |
| Juan Ángel Martínez   | Jota Jota          |
| Martha Meneses        | Sirvienta Pedregal |
| Antonio Miguel        | Don Moises         |
| Ana Ofelia Murguía    | Burócrata          |
| Rubén Rojo            | Sr. Rivera         |
| Lupita Sandoval       | Lucha              |
| Licia Suárez          |                    |
| Ernesto Yáñez         | Ismael             |